# جو روبي (كاتب)
جو روبي (بالإنجليزية: Joe Ruby)‏ هو كاتب سيناريو أمريكي، ولد في 1939 في كاليفورنيا في الولايات المتحدة.

## وصلات خارجية
- جو روبي على موقع IMDb (الإنجليزية)
- جو روبي على موقع قاعدة بيانات الفيلم (الإنجليزية)